# Championnats du monde de cyclisme sur route 1994
Navigation
Oslo 1993 Duitama 1995
Les championnats du monde de cyclisme sur route 1994 ont eu lieu du 21 au 28 août 1994 à Agrigente en Italie. C'est la dernière édition du championnat du monde du contre-la-montre par équipes, qui est remplacé dès l'édition suivante par le contre-la-montre individuel (chez les hommes et chez les femmes).

## Résultats
| Épreuves :                                       | Or                                                                                  | Or              | Argent                                                                         | Argent | Bronze                                                              | Bronze       |
| Épreuves masculines                              |                                                                                     |                 |                                                                                |        |                                                                     |              |
| Hommes - course en ligne                         | Luc Leblanc France                                                                  | 6 h 33 min 59 s | Claudio Chiappucci Italie                                                      | + 9 s  | Richard Virenque France                                             | m.t.         |
| Hommes - contre-la-montre                        | Chris Boardman Royaume-Uni                                                          | 49 min 39 s     | Andrea Chiurato Italie                                                         | + 49 s | Jan Ullrich Allemagne                                               | + 1 min 50 s |
| Hommes - amateurs - course en ligne              | Alex Pedersen Danemark                                                              | -               | Milan Dvorščík Slovaquie                                                       | -      | Christophe Mengin France                                            | -            |
| Hommes - amateurs - contre-la-montre par équipes | Italie Cristian Salvato Gianfranco Contri Luca Colombo Dario Andriotto              | -               | France Jean-François Anti Dominique Bozzi Pascal Deramé Christophe Moreau      | -      | Allemagne Ralf Grabsch Uwe Peschel Michael Rich Jan Schaffrath      | -            |
| Épreuves féminines                               |                                                                                     |                 |                                                                                |        |                                                                     |              |
| Femmes - course en ligne                         | Monica Valvik Norvège                                                               | -               | Patsy Maegerman Belgique                                                       | -      | Jeanne Golay États-Unis                                             | -            |
| Femmes - contre-la-montre                        | Karen Kurreck États-Unis                                                            | -               | Anne Samplonius Canada                                                         | -      | Jeannie Longo France                                                | -            |
| Femmes - contre-la-montre par équipes            | Russie Olga Sokolova Svetlana Boubnenkova Aleksandra Koliaseva Valentina Polkhanova | -               | Lituanie Rasa Polikevičiūtė Jolanta Polikevičiūtė Diana Žiliūtė Luda Triabaite | -      | États-Unis Deirdre Demet Eve Stephenson Jeannie Golay Alison Dunlap | -            |

## Tableau des médailles
| Rang  | Nation      | Or | Argent | Bronze | Total |
| ----- | ----------- | -- | ------ | ------ | ----- |
| 1     | Italie      | 1  | 2      | 0      | 3     |
| 2     | France      | 1  | 1      | 3      | 5     |
| 3     | États-Unis  | 1  | 0      | 2      | 3     |
| 4     | Danemark    | 1  | 0      | 0      | 1     |
| 4     | Norvège     | 1  | 0      | 0      | 1     |
| 4     | Royaume-Uni | 1  | 0      | 0      | 1     |
| 4     | Russie      | 1  | 0      | 0      | 1     |
| 8     | Canada      | 0  | 1      | 0      | 1     |
| 8     | Belgique    | 0  | 1      | 0      | 1     |
| 8     | Lituanie    | 0  | 1      | 0      | 1     |
| 8     | Slovénie    | 0  | 1      | 0      | 1     |
| 12    | Allemagne   | 0  | 0      | 2      | 2     |
| Total | Total       | 7  | 7      | 7      | 21    |